# Петер Вереш (політик)
Петер Вереш (угор. Veres Péter, нар. 6 січня 1897, Балмазуйварош, Угорщина — 16 квітня 1970, Будапешт, Угорщина) — угорський письменник, поет і політичний діяч.

## Біографія
Народився 6 січня 1897 року в Балмазуйвароші, у бідній селянській родині. До школи ходив лише 4 роки, бо змушений був працювати. У 1914 році вступив до селянського (соціалістичного) руху. У 1917 році служив в італійській армії, пізніше, він брав участь у революціях 1918 і 1919 років. В 1919 році одружився, у нього було 5 дітей. Він приєднався до соціал-демократів. Перші його твори з'явилися в 1930-х роках. Його перша книга з'явилася в 1936 році. У 1945—1949 роках був лідером Національної селянської партії. З 1945 по 1971 роки був депутатом парламенту Угорщини. У 1947—1948 році — міністр оборони Угорщини. У 1950 і 1952 роках отримав премію Кошута.
Він був переконаним прихильником соціалістичного перетворення суспільства. Незважаючи на недоліки, до 1956 року був прихильником політики колективізації сільського господарства. Головував у Спілці письменників у 1954—1956 роках. Член бюро Патріотичного народного фронту (1968). Його твори перекладені на 17 мов. Помер 16 квітня 1970 року в Будапешті.

## Твори
- Számadás (regényes önéletrajz) — Révai, Budapest, 1937. 399 p.
- Gyepsor (elbeszélések, versek), Budapest, 1940
- Mit ér az ember, ha magyar? — levelek egy parasztfiúhoz — Magyar Élet, Budapest, 1940. 287 p.
- Ember és írás (tanulmány), Budapest, 1941
- Népiség és szocializmus 194?
- Szocializmus, nacionalizmus 1943
- A válság éveiből. Szabad ország, szabad munka, Budapest, 1945
- Paraszti jövendő, Budapest, 1948
- Próbatétel (regény), Budapest, 1950
- Szolgaság (regény), Budapest, 1950
- Ukrajna földjén (napló), Budapest, 1951
- Szegények szerelme, (regény), Budapest, 1952
- Asszonyhűség (elbeszélések), Budapest, 1957
- János és Julcsa (regény), Budapest, 1957
- A kelletlen leány (regény), Budapest, 1960
- A Balogh család története (regény), Budapest, 1961
- Olvasónapló, Budapest, 1962
- Tiszántúli történetek, Budapest, 1962
- Bölcs és balgatag őseink, Budapest, 1968
- Napforduló (összegyűjtött elbeszélések), Budapest, 1970
- Történelmi jelenlét (cikkek, tanulmányok), Budapest, 1970
- Szárszó (visszaemlékezések), Budapest, 1971
- Számadás (dokumentum)
- Napszámosénekek (versek), Budapest, 1972
- Pályamunkások (regény)
- Almáskert (szatirikus regény)